# Horornis acanthizoides
El cetia ventrigualdo (Horornis acanthizoides) es una especie de ave paseriforme de la familia Cettiidae propia de China y Taiwán.
Anteriormente se consideraba conespecífico del Cetia capirotado (Horornis brunnescens).